# Brachyvatus acuminatus
Brachyvatus acuminatus är en skalbaggsart som först beskrevs av Steinheil 1869.  Brachyvatus acuminatus ingår i släktet Brachyvatus och familjen dykare. Inga underarter finns listade i Catalogue of Life.